# Breistein
Breistein är en tidigare tätort i Bergens kommun i Vestland fylke i västra Norge. Orten ligger vid fylkesväg 567 och Sørfjorden, vid sidan av Europaväg 39, nordöst om staden Bergen. Den har färjeförbindelse med tätorten Valestrandsfossen på andra sidan fjorden.
Sedan 2013 räknas bebyggelsen i orten som en del av tätorten Bergen. Innan dess har den räknats som en del av den dåvarande tätorten Hylkje.
Tidigare har orten tillhört dåvarande Hamre kommun, därefter dåvarande Åsane kommun i Hordaland fylke.